# Talmei Yehiel
Talmei Yehiel (Hebreeuws: תלמי יחיאל) is een mosjav van de regionale raad van Be'er Tuvia. De mosjav ligt in het noordwestelijke deel van de Negev.
Talmei Yehiel werd in 1949 door immigranten uit Roemenië en Bulgarije gesticht. De mosjav is vernoemd naar Yehiel Chelnov, een Russische zionistische leider.